# Pelloblatta reyesi
Pelloblatta reyesi är en kackerlacksart som beskrevs av Gurney och L. M. Roth 1972. Pelloblatta reyesi ingår i släktet Pelloblatta och familjen jättekackerlackor. Inga underarter finns listade i Catalogue of Life.